# Бадмаев, Бата Бадмаевич
Бата Бадма́евич Бадма́ев (1905—1971) — советский ученый, педагог и общественный деятель, кандидат филологических наук, первый доцент и профессор в истории Калмыкии.
Автор более 40 работ по калмыцкой филологии.

## Биография
Родился 15 сентября 1905 года в хотоне Тугтун Малодербетовского улуса Российской империи, ныне посёлок Кетченеровского района Республики Калмыкия.
В 1914—1917 годах в Малодербетовской школе-интернате. В 1920—1924 годах обучался на педагогических курсах в Астрахани, который в течение его учёбы были преобразованы в педагогический техникум. Одновременно с учёбой в работал наборщиком газеты «Улан Хальмг». С 1924 года, окончив техникум, Бата Бадмаев на основании рекомендации обкома ВКП(б) учился на историко-экономическом отделении Ростовского государственного университета. Проучившись два с половиной года, из-за тяжелого материального положения он был вынужден оставить учёбу. С декабря 1926 по сентябрь 1929 года работал инспектором районо, а затем — инспектором образования Калмыцкой области.
С сентября 1929 по 1931 год Бадмаев обучался, являясь первым представителем калмыков, на педагогическом факультете Саратовского государственного университета им. Н. Г. Чернышевского. Он начал заниматься проблемами калмыцкого языка, работая также ассистентом кафедры калмыцкого языка Саратовского университета, принимал участие в краевой особой комиссии по ликвидации неграмотности и малограмотности. Б. Б. Бадмаев внёс большой вклад в развитие калмыцкой школы и народного просвещения, в 1930 году им в соавторстве с Б. К. Пашковым был издан первый учебник по калмыцкому языку.
В 1932 году Бадмаев был назначен заведующим отделением калмыцкого языка и литературы Саратовского государственного университета. В 1934 году, оканчивая аспирантуру, он подготовил к защите кандидатскую диссертацию на тему «Орфография новокалмыцкого литературного языка», а в декабре 1935 года ему было присвоено звание доцента. В связи с переводом калмыцкого отделения из Саратовского госуниверситета в состав Астраханского педагогического института им. С. М. Кирова, Бата Бадмаевич переведен на работу в Астраханский педагогический институт (ныне Астраханский государственный университет) деканом факультета калмыцкого языка и литературы, в котором проработал по 1938 год. В 1939 году Б. Б. Бадмаев был назначен директором (ректором) вновь открытого Калмыцкого педагогического института (ныне Калмыцкий государственный университет).
В апреле 1942 года Бата Бадмаев ушёл добровольцем на фронт Великой Отечественной войны. Пойдя подготовку в Ташкенте, получил звание капитана и служил в составе 4-го Украинского фронта, позже — в составе Южного фронта. В марте 1944 года в связи с депортацией калмыцкого народа в Сибирь, был направлен в Зональный район Алтайского края, где работал в Зональной средней школе учителем русского языка и литературы, затем стал завучем школы. Затем жил и работал в Казахской ССР.
Только в 1957 году Бата Бадмаев вернулся на родину и занялся организацией Калмыцкого отделения при Ставропольском педагогическом институте. В 1962 году он защитил подготовленную ранее диссертацию, и ему была присвоена ученая степень кандидата педагогических наук. С 1964 года — доцент кафедры русского языка и литературы, калмыцкого языка и литературы Калмыцкого педагогического института, переведенного к этому времени из Ставрополя в Элисту. В 1965 году избран по конкурсу заведующим кафедрой калмыцкого языка и литературы, а также иностранных языков Калмыцкого педагогического института.
В 1970 году, когда на базе Калмыцкого педагогического института был образован Калмыцкий государственный университет, Бадмаев работал заведующим кафедрой калмыцкого языка и литературы.
Умер 17 октября 1971 года в Элисте. Был похоронен на Городском кладбище Элисты. Его сын — Санал Батыевич Бадмаев стал учёным, доктором экономических наук.

## Награды
- Был награждён медалями, в числе которых «За победу над Германией в Великой Отечественной войне 1941—1945 гг.» и «За доблестный труд в Великой Отечественной войне в 1941—1945 гг.».
- Удостоен званий «Заслуженный учитель школы РСФСР» (30.11.1965) и Заслуженный учитель Калмыцкой АССР, а также знака «Отличник народного просвещения РСФСР».[2]

## Память
- С 1986 года в селе Тугтун Кетченеровского района работает музей имени Б. Б. Бадмаева, также его именем названа одна из улиц.
- 11 сентября 1995 года Малодербетовской гимназии было присвоено имя Баты Бадмаевича Бадмаева.